# Spilotragus variabilis
Spilotragus variabilis là một loài bọ cánh cứng trong họ Cerambycidae.